# La Punta (distrito)

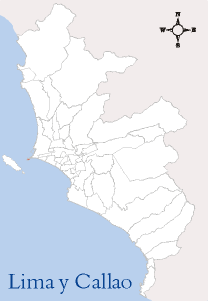
La Punta

O distrito de La Punta é um dos sete distritos que formam a Província de Callao, pertencente a Região Callao, na zona central do Peru.

## Transporte
O distrito de La Punta não é servido pelo sistema de estradas terrestres do Peru.